# Zoltán Tildy
Zoltán Tildy (Losonc, 18 novembre 1889 – Budapest, 3 agosto 1961) è stato un politico ungherese.
Primo ministro del Paese dal 1945 al 1946, fu presidente della Repubblica dal 1946 al 1948 prima della presa del potere da parte dei comunisti.

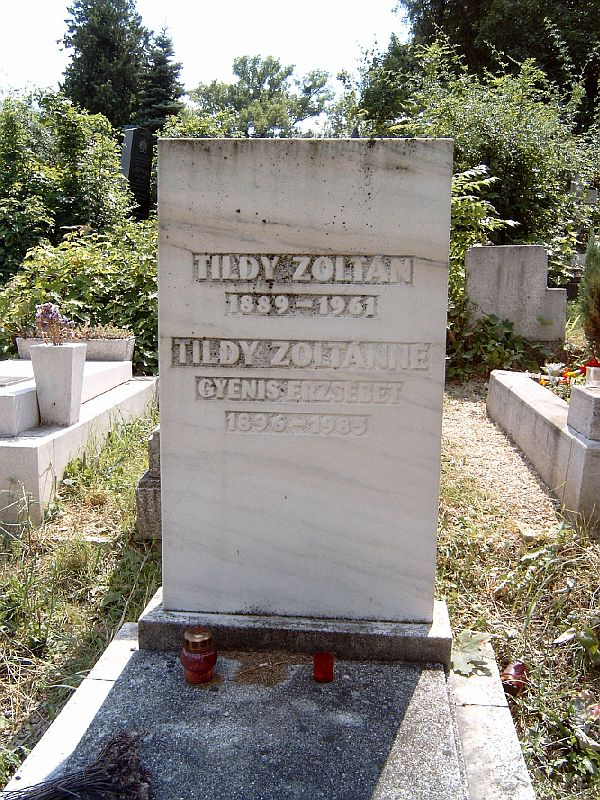
Tomba di Zoltán Tildy a Budapest.

## Biografia
Laureatosi in teologia all'accademia di Pápa, dopo aver studiato per un anno all'università di Belfast, in Irlanda del Nord, fu ministro della Chiesa riformata a partire dal 1921. Pubblicò il quotidiano della  Chiesa riformata La Famiglia Cristiana (Keresztény Család) e altri periodici.
Nel 1929 si unì al Partito dei Piccoli Proprietari Indipendenti assieme ad altre figure politiche di spicco nel panorama ungherese come ad esempio Ferenc Nagy.
Eletto in Parlamento nel 1936 e nel 1939 cercò di convincere il governo dell'ammiraglio Miklós Horthy ad uscire dalla seconda guerra mondiale. In seguito all'occupazione dell'Ungheria da parte della Germania nazista, Tildy entrò in clandestinità e poté tornare ad essere protagonista della vita pubblica del Paese solo dopo la liberazione da parte dell'Armata Rossa.
Tildy divenne primo ministro dal 15 novembre 1945 al 1º febbraio 1946 quando venne poi eletto presidente della Repubblica, mentre Ferenc Nagy fu nominato presidente del Consiglio; il successivo 25 febbraio gli Stati Uniti accordarono all'Ungheria un prestito di 10 milioni di dollari. 
Tildy ricoprì la carica fino al 31 luglio 1948 quando venne costretto alle dimissioni da uno scandalo che coinvolse suo genero, arrestato per adulterio e corruzione.
Fino al 1º maggio 1956 Tildy fu agli arresti domiciliari. In seguito alla rivoluzione del 1956 entrò a far parte del governo di coalizione ma venne arrestato dalle forze sovietiche in seguito all'intervento in Ungheria del Patto di Varsavia. Il 15 giugno 1958 venne condannato dalla Corte Suprema a sei anni di carcere ma venne graziato nell'aprile dell'anno successivo per gravi motivi di salute.